# William F. Lamb

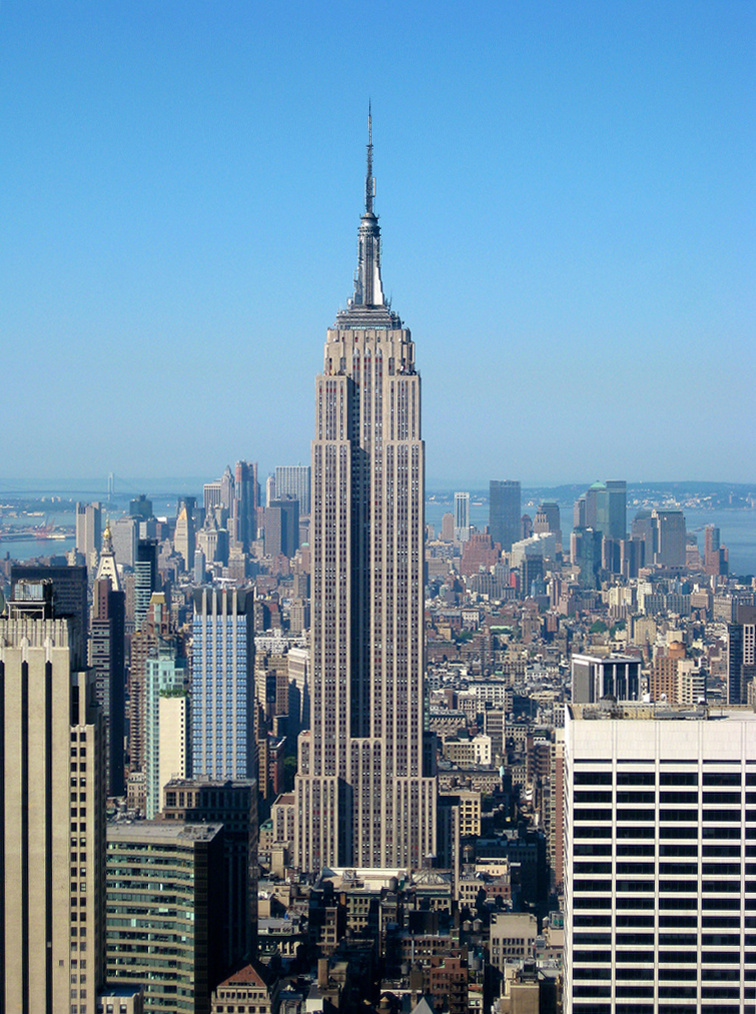
Empire State Building, edificio diseñado por William F. Lamb.

 William Frederick Lamb (21 de noviembre de 1883 - 8 de septiembre de 1952), arquitecto estadounidense, fue el diseñador principal del Empire State Building.
Lamb nació en Brooklyn y estudió en el William College, la Escuela de Arquitectura de la Universidad de Columbia y la École des Beaux Arts de París. Se incorporó a la empresa de Carrère & Hastings en 1911. En 1920 la empresa cambió su nombre a Carrère y Hastings Shreve & Lamb, y, en 1925, a Shreve & Lamb, para posteriormente, en 1929 a Shreve, Lamb and Harmon.
John J. Raskob fue uno de los principales promotores de la construcción del Empire State Building. Según una anécdota, Raskob había tomado un lápiz jumbo de punta, y le dijo al arquitecto Lamb, "Bill, ¿Qué tan alto puede ser para que no se vaya a caer?". 
Shreve, Lamb and Harmon también diseñó el 521 de la Fifth Avenue, el edificio de la revista Forbes, el de la Standard Oil, el edificio de Bankers Trust y con H. Craig Severence el 40 de Wall Street, en Nueva York.
Lamb murió en Nueva York.

## Otras fuentes
- Tauranac, John The Empire State Building, St. Martin's Griffin, New York (USA) , ISBN 0-312-14824-0, 1995; pp. 102-4.

- Datos: Q2578751